# Konstancie Antiochijská

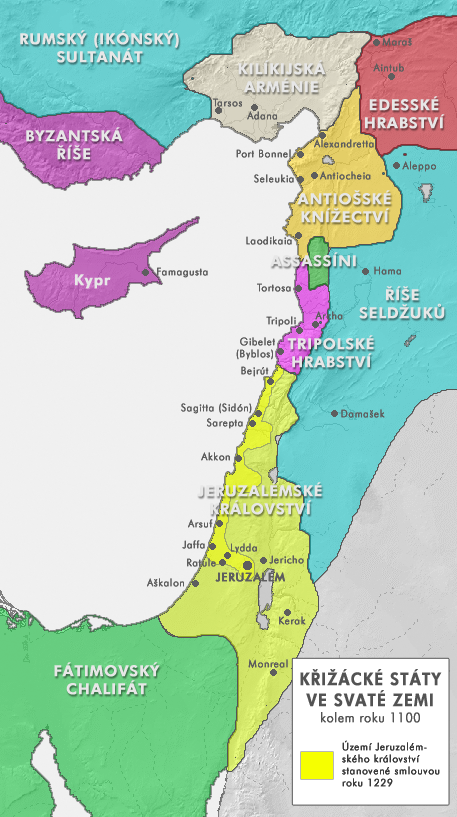
Antiochijské knížectví a ostatní křižácké státy v Levantě

Konstancie Antiochijská (1127–1163) byla vládkyní a kněžnou Antiochijského knížectví (křižácké státy) od roku 1130 až do své smrti.

## Regentství
Konstancie byla jedinou dcerou Bohemunda II. Antiochijského, syna zakladatele státu Bohemunda z Tarentu, a jeho manželky Alice, jeruzalémské princezny.
Kněžnou Antiochie se stala v čtyřech letech, když v bitvě s Turky padl její ještě mladý otec. Vládu převzala energická kněžna vdova Alice, dcera jeruzalémského krále Balduina II. Kněžna tvrdě potlačila pokus normanských rytířů o převzetí kontroly nad Antiochií a prohlásila se samovládkyní.
Nový jeruzalémský král Fulko z Anjou se rozhodl zjednat pořádek, porazil kněžniny vojenské síly a rozhodl se vnutit Alici ženicha. Místo antiochijského knížete poté nabídl Raimondovi z Poitiers a ten nabídku přijal. Prošel v přestrojení Itálií, Byzancí, až se tajně dostal do Jeruzaléma.
Fulko s Raimondem poté vymysleli lest, když král za Raimonda provdal Alicinu malou dceru, devítiletou Konstancii, čímž její matku zbavil moci i dalších nároků na antiochijský trůn, neboť moc nyní spočívala na Konstancii a tedy i na Raimondovi, který byl čtyřikrát starší než jeho nevěsta. Manželství dostalo požehnání od antiochijského patriarchy, nikoli však od Raimondovy tchyně Alice, neboť ta žila v přesvědčení, že Raimond coby ženich je určen pro ni. Stalo se tak v roce 1136.

## První manželství
V prvních letech Raimondovy a Konstanciiny vlády bylo Antiochijské knížectví ve sporu s byzantským císařem Janem II., který přitáhl do oblasti Kilikie, jejíž jižní část dobyl od arménského krále Lva II., a začal si nárokovat i vládu nad Antiochií.
Když vůdcové první křížové výpravy procházeli Konstantinopolí, odpřisáhli tehdejšímu císaři Alexiovi I., že veškerá území, která dobudou na východě, předají pod lenní svrchovanost Byzance. Frankové však přísahu nedodrželi a počínali si v křižáckých státech jako suverénní vládci. Alexiův syn Jan II. proto přišel s byzantskou armádou do Sýrie uplatňovat svá práva a antiochijskému knížeti připomenout jeho závazky. Raimond byl donucen složit císaři lenní hold a zavázal se platit obvyklý lenní tribut. Císař se zase zavázal chránit území Antiochijského knížectví před muslimskými státy.
V manželství s Raymondem se Konstancii narodily 4 děti:
- Bohemund III. z Antiochie, který se stal jejím nástupcem v roce 1163
- Marie Antiochijská (1145–1182), manželka (překřtěná na „Xenu“) Manuela I. Komnena
- Filipa, milenka Andronika Komnena
- Balduin z Antiochie, padl v bitvě u Myriokefala roku 1176

V roce 1149 Raymond zemřel v bitvě u Inabu.

## Druhé manželství
V roce 1149 vstoupil do služeb mladé antiochijské kněžny rytíř Renaud de Châtillon. O čtyři roky později, v roce 1153, se Konstancie za nemajetného rytíře v tajnosti provdala. Není zcela jasné, proč tak učinila. V každém případě svůj krok nekonzultovala ani s předními šlechtici knížectví či antiochijským patriarchou, ani se svým regentem, jeruzalémským králem Balduinem III., který jí již nabízel množství jiných urozených ženichů. Byzantský císař Manuel I. Konstancii nabídl také sicilského šlechtice Rogera, který žil u císařského dvora v Konstantinopoli – kněžna však vždy odmítla. Zda ji ke sňatku s nemajetným šlechticem vedl vzdor vůči Jeruzalému či prostá náklonnost k Renaudovi, už zůstane tajemstvím. Král Balduin nakonec po krátkém váhání svatbu uznal.
Hned poté vzal Renaud de Châtillon vládu v Antiochii pevně do svých rukou. Byzantskému císaři, jehož byl antiochijský kníže oficiálním leníkem, odmítl Renaud složit hold a zaplatit lenní tribut. Namísto toho se spojil s arménským knížetem Thorosem, který byl s Byzancí ve válečném stavu, a dohodl s ním invazi na Kypr.
Renaudovi porodila Konstancie jednu dceru:
- Anežka ze Châtillonu (1154–1184), manželka Bély III. Uherského

Podle jistých zdrojů  měli Konstancie a Renaud ještě jednu dceru, Jeanne, možná druhou manželku Bonifáce z Montferratu.
V roce 1160 byl Renaud v malé potyčce s Turky zajat a uvězněn v Aleppu. Protože na jeho vykoupení neměl nikdo z jeho krajanů zájem, zůstal Renaud v zajetí šestnáct let a do Antiochie se již nikdy nevrátil.
Mezi Konstancii a jejím synem Bohemundem rostly spory, když se Bohemund hlásil o moc. Konstancie byla nakonec vyhoštěna z města. Zemřela v roce 1163 ve věku šestatřiceti let.

## Vývod z předků
|                         |                          |  |                   |                         |  |  |  |  |  |  |  | Tankred z Hauteville |
|                         |                          |  |                   |                         |  |  |  |  |  |  |  |                      |
|                         | Robert Guiscard          |  |                   |                         |  |  |  |  |  |  |  |                      |
|                         |                          |  |                   |                         |  |  |  |  |  |  |  |                      |
|                         |                          |  |                   | Fressenda               |  |  |  |  |  |  |  |                      |
|                         |                          |  |                   |                         |  |  |  |  |  |  |  |                      |
|                         | Bohemund z Tarentu       |  |                   |                         |  |  |  |  |  |  |  |                      |
|                         |                          |  |                   |                         |  |  |  |  |  |  |  |                      |
|                         |                          |  |                   |                         |  |  |  |  |  |  |  |                      |
|                         |                          |  |                   |                         |  |  |  |  |  |  |  |                      |
|                         | Alberada z Buonalberga   |  |                   |                         |  |  |  |  |  |  |  |                      |
|                         |                          |  |                   |                         |  |  |  |  |  |  |  |                      |
|                         |                          |  |                   |                         |  |  |  |  |  |  |  |                      |
|                         |                          |  |                   |                         |  |  |  |  |  |  |  |                      |
|                         | Bohemund II. z Antiochie |  |                   |                         |  |  |  |  |  |  |  |                      |
|                         |                          |  |                   |                         |  |  |  |  |  |  |  |                      |
|                         |                          |  |                   | Jindřich I. Francouzský |  |  |  |  |  |  |  |                      |
|                         |                          |  |                   |                         |  |  |  |  |  |  |  |                      |
|                         | Filip I. Francouzský     |  |                   |                         |  |  |  |  |  |  |  |                      |
|                         |                          |  |                   |                         |  |  |  |  |  |  |  |                      |
|                         |                          |  |                   | Anna Kyjevská           |  |  |  |  |  |  |  |                      |
|                         |                          |  |                   |                         |  |  |  |  |  |  |  |                      |
|                         | Konstancie Francouzská   |  |                   |                         |  |  |  |  |  |  |  |                      |
|                         |                          |  |                   |                         |  |  |  |  |  |  |  |                      |
|                         |                          |  |                   | Floris I. Holandský     |  |  |  |  |  |  |  |                      |
|                         |                          |  |                   |                         |  |  |  |  |  |  |  |                      |
|                         | Berta Holandská          |  |                   |                         |  |  |  |  |  |  |  |                      |
|                         |                          |  |                   |                         |  |  |  |  |  |  |  |                      |
|                         |                          |  |                   | Gertruda Saská          |  |  |  |  |  |  |  |                      |
|                         |                          |  |                   |                         |  |  |  |  |  |  |  |                      |
| Konstancie Antiochijská |                          |  |                   |                         |  |  |  |  |  |  |  |                      |
|                         |                          |  |                   |                         |  |  |  |  |  |  |  |                      |
|                         |                          |  | Balduin z Rethelu |                         |  |  |  |  |  |  |  |                      |
|                         |                          |  |                   |                         |  |  |  |  |  |  |  |                      |
|                         | Hugo I. z Rethelu        |  |                   |                         |  |  |  |  |  |  |  |                      |
|                         |                          |  |                   |                         |  |  |  |  |  |  |  |                      |
|                         |                          |  |                   |                         |  |  |  |  |  |  |  |                      |
|                         |                          |  |                   |                         |  |  |  |  |  |  |  |                      |
|                         | Balduin II. Jeruzalémský |  |                   |                         |  |  |  |  |  |  |  |                      |
|                         |                          |  |                   |                         |  |  |  |  |  |  |  |                      |
|                         |                          |  |                   | Bouchard z Monthéry     |  |  |  |  |  |  |  |                      |
|                         |                          |  |                   |                         |  |  |  |  |  |  |  |                      |
|                         | Melisenda z Monthéry     |  |                   |                         |  |  |  |  |  |  |  |                      |
|                         |                          |  |                   |                         |  |  |  |  |  |  |  |                      |
|                         |                          |  |                   | Adelaida z Crécy        |  |  |  |  |  |  |  |                      |
|                         |                          |  |                   |                         |  |  |  |  |  |  |  |                      |
|                         | Alice Jeruzalémská       |  |                   |                         |  |  |  |  |  |  |  |                      |
|                         |                          |  |                   |                         |  |  |  |  |  |  |  |                      |
|                         |                          |  |                   |                         |  |  |  |  |  |  |  |                      |
|                         |                          |  |                   |                         |  |  |  |  |  |  |  |                      |
|                         | Gabriel z Melitene       |  |                   |                         |  |  |  |  |  |  |  |                      |
|                         |                          |  |                   |                         |  |  |  |  |  |  |  |                      |
|                         |                          |  |                   |                         |  |  |  |  |  |  |  |                      |
|                         |                          |  |                   |                         |  |  |  |  |  |  |  |                      |
|                         | Morfie Arménská          |  |                   |                         |  |  |  |  |  |  |  |                      |
|                         |                          |  |                   |                         |  |  |  |  |  |  |  |                      |
|                         |                          |  |                   |                         |  |  |  |  |  |  |  |                      |
|                         |                          |  |                   |                         |  |  |  |  |  |  |  |                      |
|                         |                          |  |                   |                         |  |  |  |  |  |  |  |                      |
|                         |                          |  |                   |                         |  |  |  |  |  |  |  |                      |
|                         |                          |  |                   |                         |  |  |  |  |  |  |  |                      |
|                         |                          |  |                   |                         |  |  |  |  |  |  |  |                      |